# Luka Van den Keybus
Luka Van den Keybus (Lokeren, 14 april 1997) is een Belgisch turner.

## Levensloop
Van den Keybus is kapitein van het Belgisch turnteam bij de heren. Hij nam in 2021 deel aan "De Container Cup", waar hij een monsterscore (271) behaalde aan de monkeybars.
De prestatie van Van den Keybus op de wereldkampioenschappen 2021 in het Japanse Kitakyûshû werd de beste Belgische ooit, 16de in de allroundfinale met een score van 81,265. Op de wereldkampioenschappen 2022 in Liverpool werd hij 20e in de allroundfinale.
Op de Europese kampioenschappen van 2023 in het Turkse Antalya behaalde hij met het Belgisch team (voorts bestaande uit Takumi Onoshima, Noah Kuavita, Victor Martinez en Maxime Gentges) een achtste plaats in het teamklassement. Ze behaalden een totaalscore van 243.128 punten.

## Palmares
| Jaar | Wedstrijd | All around | All around | Onderdeel | Onderdeel | Onderdeel | Onderdeel | Onderdeel | Onderdeel |
| Jaar | Wedstrijd | Indiv.     | Team       |           |           |           |           |           |           |
| ---- | --------- | ---------- | ---------- | --------- | --------- | --------- | --------- | --------- | --------- |
| 2023 | EK        | 18e        | 8e         |           |           |           |           |           |           |
| 2022 | WK        | 20e        | 16e        | 33e       | 105e      | 70e       |           | 25e       | 72e       |
| 2022 | EK        | 40e        |            | 84e       | 99e       | 75e       |           | 46e       | 24e       |
| 2021 | WK        | 16e        |            | 22e       | 49e       | 53e       |           | 35e       | 21e       |
| 2021 | EK        | 15e        |            | 28e       | 74e       | 41e       |           | 20e       | 22e       |
| 2019 | WK        | 58e        | 18e        | 26e       | 145e      | 143e      |           | 71e       | 49e       |
| 2019 | EK        | 44e        |            | 40e       | 83e       | 61e       |           | 83e       | 18e       |
| 2018 | WK        | 137e       | 19e        | 169e      | 178e      |           |           | 101e      | 72e       |
| 2018 | EK        | 65e        |            | 84e       |           |           |           | 40e       | 31e       |
| 2016 | EK        | 38e        | 9e         | 59e       |           | 59e       |           | 73e       | 17e       |